# Вибори до Європейського парламенту 2024
Вибори до Європейського парламенту 2024 — десяті вибори після перших прямих виборів 1979 року, що відбулись 6-9 червня 2024 року. Вони стали першими після виходу Британії зі складу Європейського Союзу. На них обирали 720 членів Європейського парламенту, які представлятимуть понад 400 мільйонів виборців з 27 країн-членів ЄС. Оновлення складу Європейського парламенту викликає переобрання керівників Європейської комісії, Європейської ради, Європарламенту та Європейської служби зовнішніх справ. Нове скликання Європарламенту має розпочати роботу 11 липня 2024 року.

## Виборча система
Згідно зі зміненим Актом про вибори 1976 року, європейські вибори мають ґрунтуватися на пропорційній системі представництва та використовувати або систему списків, або систему єдиного перехідного голосу. Держави-члени також можуть проводити голосування на основі системи преференційних списків. Депутати парламенту обираються терміном на 5 років.

### Спроба реформи виборчого законодавства
У листопаді 2015 року Європейський парламент ухвалив пропозицію про внесення змін до Акту про вибори 1976 року, до якого було внесено зміни 2002 року.
У червні 2018 року Рада ЄС погодила оновлення виборчого законодавства ЄС. Нові положення передбачали встановлення обов'язкового мінімального порогу від 2 % до 5 % для держав-членів з понад 35 місцями в Європарламенті, а також запровадження правил, які забороняють виборцям голосувати в кількох країнах. У липні 2018 року Європейський парламент підтримав нові заходи з модернізації європейського виборчого законодавства. 13 липня 2018 року Рада ЄС схвалила внесення змін до Акту про вибори 1976. Оскільки не всі країни-члени затвердили нове законодавство до виборів 2019 року, вони відбулись за старим. Станом на вересень 2023 року Іспанія та Кіпр не схвалили внесення змін до виборчого законодавства ЄС; Парламент Німеччини проголосував за це влітку 2023 року.
У травні 2022 року Європейський парламент проголосував за новий виборчий закон, який містив би положення про обрання 28 місць за транснаціональними списками. Рішення ще має бути схвалене Радою ЄС.

### Кількість місць
Після виходу Великої Британії з ЄС у січні 2020 року 27 місць, виділених для Британії, розподілили між 14 країнами ЄС. 46 із 73 звільнених місць Британії залишили вільними для можливого розширення ЄС; таким чином кількість членів Європарламенту зменшилась 751 до 705.
У звіті Європейського парламенту, який було запропоновано в лютому 2023 року та прийнято в червні 2023 року, йшлося про зміну розподілу місць у Європейському парламенті та збільшення кількості членів Європарламенту, щоб адаптувати її до розвитку населення та зберегти дегресивну пропорційність.
26 липня 2023 року Рада ЄС досягла попередньої домовленості, відповідно до якої розмір Європейського парламенту після виборів 2024 року збільшиться до 720 місць. 13 вересня 2023 року Європарламент проголосував за це рішення. 22 вересня 2023 року Європейська рада затвердила склад наступного Європейського парламенту.

## Виборча система за країнами
| Країна     | Місця  | Дата голосув. | Округи | Обов'язкове голосув. | Заочне голосув.        | Вибор. поріг | Віковий ценз | Мінім. вік кандидатів | Прим.                       |
| ---------- | ------ | ------------- | ------ | -------------------- | ---------------------- | ------------ | ------------ | --------------------- | --------------------------- |
| Австрія    | 20(+1) | 9 червня      | 1      | Ні                   | Поштою                 | 4 %          | 16           | 18                    | [ 25 ] [ 26 ] [ 27 ]        |
| Бельгія    | 22(+1) | 9 червня      | 3      | Так                  | Поштою, за довіреністю | 5 %          | 16           | 21                    | [ 25 ] [ 26 ] [ 29 ]        |
| Болгарія   | 17     | 9 червня      | 1      | Так                  | —                      | —            | 18           | 21                    | [ 25 ] [ 26 ] [ 31 ]        |
| Греція     | 21     | 9 червня      | 1      | Так                  | Поштою                 | 3 %          | 17           | 25                    | [ 25 ] [ 26 ] [ 32 ]        |
| Данія      | 15(+1) | 9 червня      | 1      | Ні                   | Поштою                 | —            | 18           | 18                    | [ 25 ] [ 26 ] [ 33 ]        |
| Естонія    | 7      | 9 червня      | 1      | Ні                   | Поштою, онлайн         | —            | 18           | 21                    | [ 25 ] [ 26 ] [ 34 ]        |
| Ірландія   | 14(+1) | 7 червня      | 3      | Ні                   | —                      | —            | 18           | 21                    | [ 25 ] [ 26 ] [ 35 ]        |
| Іспанія    | 61(+2) | 9 червня      | 1      | Ні                   | Поштою                 | —            | 18           | 18                    | [ 25 ] [ 26 ] [ 36 ]        |
| Італія     | 76     | 8-9 червня    | 5      | Ні                   | —                      | 4 %          | 18           | 25                    | [ 25 ] [ 26 ] [ 37 ]        |
| Кіпр       | 6      | 9 червня      | 1      | Так                  | —                      | 1,8 %        | 18           | 21                    | [ 25 ] [ 26 ] [ 38 ]        |
| Латвія     | 9(+1)  | 8 червня      | 1      | Ні                   | Поштою                 | 5 %          | 18           | 21                    | [ 25 ] [ 26 ] [ 39 ]        |
| Литва      | 11     | 9 червня      | 1      | Ні                   | Поштою                 | 5 %          | 18           | 21                    | [ 25 ] [ 26 ] [ 40 ]        |
| Люксембург | 6      | 9 червня      | 1      | Так                  | Поштою                 | —            | 18           | 18                    | [ 25 ] [ 26 ] [ 41 ]        |
| Мальта     | 6      | 8 червня      | 1      | Ні                   | —                      | —            | 16           | 18                    | [ 25 ] [ 26 ] [ 42 ]        |
| Нідерланди | 31(+2) | 6 червня      | 1      | Ні                   | Поштою, за довіреністю | 3,23 %       | 18           | 18                    | [ 25 ] [ 26 ] [ 43 ]        |
| Німеччина  | 96     | 9 червня      | 1      | Ні                   | Поштою                 | —            | 16           | 18                    | [ 25 ] [ 26 ] [ 44 ]        |
| Польща     | 53(+1) | 9 червня      | 13     | Ні                   | —                      | 5 %          | 18           | 21                    | [ 25 ] [ 26 ] [ 45 ]        |
| Португалія | 21     | 9 червня      | 1      | Ні                   | —                      | —            | 18           | 18                    | [ 25 ] [ 26 ] [ 46 ]        |
| Румунія    | 33     | 9 червня      | 1      | Ні                   | —                      | 5 %          | 18           | 23                    | [ 25 ] [ 26 ] [ 47 ]        |
| Словаччина | 15(+1) | 8 червня      | 1      | Ні                   | —                      | 5 %          | 18           | 21                    | [ 25 ] [ 26 ] [ 48 ] [ 49 ] |
| Словенія   | 9(+1)  | 9 червня      | 1      | Ні                   | Поштою                 | —            | 18           | 18                    | [ 25 ] [ 26 ] [ 50 ]        |
| Угорщина   | 21     | 9 червня      | 1      | Ні                   | Поштою                 | 5 %          | 18           | 18                    | [ 25 ] [ 26 ] [ 51 ]        |
| Фінляндія  | 15(+1) | 9 червня      | 1      | Ні                   | Поштою                 | —            | 18           | 18                    | [ 25 ] [ 26 ] [ 52 ]        |
| Франція    | 81(+2) | 9 червня      | 1      | Ні                   | За довіреністю         | —            | 18           | 18                    | [ 25 ] [ 26 ] [ 53 ]        |
| Хорватія   | 12     | 9 червня      | 1      | Ні                   | —                      | 5 %          | 18           | 18                    | [ 25 ] [ 26 ] [ 54 ]        |
| Чехія      | 21     | 7-8 червня    | 1      | Ні                   | —                      | 5 %          | 18           | 21                    | [ 25 ] [ 26 ] [ 55 ]        |
| Швеція     | 21     | 9 червня      | 1      | Ні                   | Поштою                 | 4 %          | 18           | 18                    | [ 25 ] [ 26 ] [ 56 ]        |

## Кандидати

### Провідний кандидат
Напередодні виборів до Європейського парламенту 2014 року оголосили про нову неофіційну систему вибору президента Європейської комісії, згідно з якою провідний кандидат (нім. Spitzenkandidat) партійної групи, яка здобуде найбільшу кількість місць на виборах, стане президентом Єврокомісії. Більшість членів Європейської ради висловилися проти цієї системи. Попри це, 2014 року провідного кандидата від найбільшої за результатами виборів фракції, ЄНП, Жана-Клода Юнкера, було обрано президентом Єврокомісії. 2019 року вибір кандидата за цією системою провалився: Манфред Вебер, провідний кандидат від фракції ЄНП, яка здобула перемогу на виборах 2019 року, не зумів здобути необхідної підтримки, провідні кандидати від інших фракцій теж не змогли заручитись необхідною підтримкою. Натомість завдяки кулуарній угоді президентом було обрано Урсулу фон дер Ляєн (ЄНП), міністра оборони Німеччини, яка не була провідним кандидатом. Напередодні виборів 2024 року з'явилась заклики відродити систему після незастосування її 2019 року.
ЄНП, ПЄС, ЄПЗ, ПЄЛ оголосили про наміри висувати своїх провідних кандидатів, тоді як ЄКР та ІД виступили проти цієї системи.

### Європейська народна партія
ЄНП провела з'їзд у Бухаресті 6-7 березня 2024 року, на якому мали ухвалити передвиборчу програму та затвердити їхнього кандидата на посаду президента Єврокомісії. Для номінації кандидат повинен був здобути підтримку власної національної партії та, окрім цього, підтримку двох партій з країн ЄС, що входять до ЄНП; кінцевий термін номінацій — 21 січня 2024.
19 лютого 2024 року Урсула фон дер Ляєн оголосила про намір балотуватись на другий термін; її підтримала її національна партія, ХДС. Номіновано на посаду президента Єврокомісії було лише її, інших кандидатів не висунули.
На з'їзді ЄНП Урсулу фон дер Ляєн було затверджено провідним кандидатом; за це рішення проголосували 400 делегатів, проти — 89, 10 бланків визнали недійсними. Усього було 737 делегатів з правом голосу і 591 зареєстрованих для голосування. Повідомляється, що французька і словенська делегації голосували проти.

### Партія європейських соціалістів
ПЄС провела виборчий з'їзд у Римі 2 березня. Для висунення претендентів, яке завершилось 17 січня, була необхідна підтримка дев'яти повноправних партій або організацій ПЄС. 18 січня кандидатом на виборах обрали Ніколя Шміта. На партійному з'їзді його було затверджено офіційно.

### Альянс лібералів і демократів за Європу
Альянс лібералів і демократів за Європу провів позачерговий з'їзд 20-21 березня. 7 березня прем'єр-міністр Естонії Кая Каллас заявила, що відхилила пропозицію АЛДЄ стати кандидатом у президенти Єврокомісії. 11 березня Марі-Аґнес Штрак-Циммерманн, голову комітету з оборони німецького Бундестагу, номінували на позицію провідного кандидата. Її кандидатуру підтримали 13 партій-членів АЛДЄ. 20 березня, під час партійного з'їзду, Штрак-Циммерманн було затверджено як провідного кандидата від АЛДЄ, а також ухвалено виборчу програму. Однак вона не може бути президентом Комісії, тому що, згідно з коаліційною угодою чинного уряду Німеччини, Зелені отримають право номінувати наступного президента Єврокомісії Німеччини, якщо президентом Комісії не стане представник Німеччини (тобто у випадку, якщо фон дер Ляєн не отримає необхідної підтримки).

### Європейська партія зелених
Під час з'їзду 2-4 лютого 2024 року в Ліоні Європейська партія зелених обрала Террі Рейнтке та Баса Ейкхаута своїми кандидатами в президенти Єврокомісії та ухвалила свою передвиборчу програму. Кандидатами в президенти, крім Рейнтке та Ейкхаута, були також Еліна Пінто та Бенедетта Скудері. Для участі в праймеріз було необхідно здобути підтримку принаймні п'яти партій-членів ЄПЗ.

### Партія європейських лівих
На з'їзді в Любляні 24-25 лютого кандидатом на посаду президента Єврокомісії від ПЄС було обрано Вальтера Баєра, а також затверджено виборчу програму.

### Європейський вільний альянс
У жовтні 2023 року на з'їзді Європейський вільний альянс обрав кандидатами в президенти Мейліс Росберг і Рауля Ромеву, а також ухвалив передвиборчу програму.

### Європейська піратська партія
На загальних зборах у Люксембурзі 27 січня 2024 року Європейська піратська партія висунула Марселя Колая та Анжу Хіршель головними кандидатами.

### Вольт Європа
27 листопада 2023 року Вольт Європа ухвалив свою передвиборчу програму на загальних зборах в Парижі. Під час заходу, присвяченого старту кампанії, який відбувся 6-7 квітня 2024 року, партія обрала своїми головними кандидатами депутата Європарламенту від Німеччини Даміана Бозелагера та депутата Європарламенту від Нідерландів Софі ін'т Вельд.

## Результати

### За групами
| Партія                                                           | Партія                                       | Місця | +/  |
| ---------------------------------------------------------------- | -------------------------------------------- | ----- | --- |
|                                                                  | Європейська народна партія                   | 188   | +1  |
|                                                                  | Прогресивний альянс соціалістів і демократів | 136   | -12 |
|                                                                  | Європейські консерватори та реформісти       | 84    | +22 |
|                                                                  | Альянс лібералів і демократів за Європу      | 76    | -21 |
|                                                                  | Ідентичність і демократія                    | 57    | -19 |
|                                                                  | Зелені — Європейський вільний альянс         | 54    | -13 |
|                                                                  | Ліві в Європейському парламенті — ЄОЛ/ЛЗП    | 39    | -1  |
|                                                                  | Незалежні                                    | 45    | +17 |
|                                                                  | Інші                                         | 41    | +32 |
| Усього                                                           | Усього                                       | 720   | +15 |
| Джерело: 2024 European election results (станом на 5 липня 2024) |                                              |       |     |

### За країнами
| Країна                                                           | Явка    | Політичні групи                                       | Політичні групи | Політичні групи   | Політичні групи | Політичні групи   | Політичні групи | Політичні групи                    | Політичні групи | Політичні групи | Політичні групи | Політичні групи                                     | Політичні групи | Політичні групи                          | Політичні групи | Політичні групи                            | Політичні групи   | Депутати  |  |  |    |
| Країна                                                           | Явка    | ЄНП                                                   | ЄНП             | С&Д               | С&Д             | ЄКР               | ЄКР             | Оновити                            | Оновити         | ІД              | ІД              | Зелені                                              | Зелені          | Ліві                                     | Ліві            | Незалежні та інші                          | Незалежні та інші | Депутати  |  |  |    |
| ---------------------------------------------------------------- | ------- | ----------------------------------------------------- | --------------- | ----------------- | --------------- | ----------------- | --------------- | ---------------------------------- | --------------- | --------------- | --------------- | --------------------------------------------------- | --------------- | ---------------------------------------- | --------------- | ------------------------------------------ | ----------------- | --------- |  |  | -- |
| Країна                                                           | Явка    | Австрія                                               | 56,30 %         | 5 (АНП)           | -2              | 5 (СДПА)          | —               |                                    |                 | 2 (NEOS)        | +1              | 6 (АПС)                                             | +3              | 2 (Зелені)                               | −1              |                                            |                   | Депутати  |  |  | 20 |
| Бельгія                                                          | 89,01 % | 2 (ХДФ) 1 (ХСП)                                       | —               | 2 (СПі) 2 (СП)    | +1 —            | 3 (НФА)           | —               | 3 (РР) 1 (ВФЛД) 1 (Les Engagés)    | — −1 —          | 3 (ФІ)          | —               | 1 (Зелені!) 1 (Еколо)                               | — -1            | 2 (PTB)                                  | +1              |                                            |                   | 22        |  |  |    |
| Болгарія                                                         | 33,78 % | 4 (ГЄРБ—СДС): ГЄРБ) 1 (ГЄРБ—СДС: СДС) 1 (ПП—ДБ: ДЗСБ) | -1 —            | 2 (БСП)           | -3              | 1 (ЄТН)           | +1              | 3 (РПС) 2 (ПП—ДБ: ПП)              | — +2            |                 |                 |                                                     |                 |                                          |                 | 3 (Відродження)                            | +3                | 17        |  |  |    |
| Греція                                                           | 41,39 % | 7 (НД)                                                | -1              | 3 (ПАСОК—КІНАЛ)   | +1              | 2 (ГР)            | +1              |                                    |                 |                 |                 |                                                     |                 | 4 (Сіріза)                               | -2              | 2 (КПГ) 1 (НІКІ) 1 (КС) 1 (ГР)             | — +1              | 21        |  |  |    |
| Данія                                                            | 58,25 % | 1 (КНП) 1 (ЛА)                                        | — +1            | 3 (СД)            | —               |                   |                 | 2 (Венстре) 1 (РВ) 1 (Помірковані) | -2 -1 +1        | 1 (ДНП)         | —               | 3 (СНП)                                             | +1              | 1 (ЧЗА)                                  | —               | 1 (ДД)                                     | +1                | 15        |  |  |    |
| Естонія                                                          | 37,60 % | 2 (Вітчизна)                                          | +1              | 2 (СДП)           | 0               |                   |                 | 1 (ПР) 1 (ЦП)                      | -1 —            | 1 (КНПЕ)        | —               |                                                     |                 |                                          |                 |                                            |                   | 7         |  |  |    |
| Ірландія                                                         | 50,65 % | 4 (ФГ)                                                | -1              | 1 (ЛП)            | +1              |                   |                 | 4 (ФФ) 1 (Мак-Намара)              | +2 +1           |                 |                 |                                                     |                 | 2 (ШФ) 1 (Фленеґен)                      | +1 —            | 1 (НІ)                                     | +1                | 14        |  |  |    |
| Іспанія                                                          | 49,21 % | 22 (НП)                                               | +9              | 20 (ІСРП)         | -1              | 6 (Вокс)          | +2              | 1 (КСЄ: БНП)                       | —               |                 |                 | 1 (РЗ: РЛК) 1 (РЗ: ГНБ) 1 (Сумар: СК) 1 (Сумар: КК) | -1 +1 — +1      | 2 (Подемос) 1 (РЗ: ЄКБ) 1 (Сумар: Сумар) | −1 — +1         | 3 (ВЗ) 1 (РК)                              | +3 –2             | 61        |  |  |    |
| Італія                                                           | 48,31 % | 8 (ВІ) 1 (ПТНП)                                       | −7 —            | 21 (ДП)           | +2              | 24 (БІ)           | +18             |                                    |                 | 8 (ЛП)          | -21             | 4 (ЗЛА: ЗЄ)                                         | +4              | 2 (ЗЛА: ІЛ)                              | +2              | 8 (Рух 5 зірок)                            | −6                | 76        |  |  |    |
| Кіпр                                                             | 58,86 % | 2 (ДО)                                                | —               | 1 (ДП)            | —               | 1 (ННФ)           | +1              |                                    |                 |                 |                 |                                                     |                 | 1 (АКЕЛ)                                 | -1              | 1 (Панайоту)                               | +1                | 6         |  |  |    |
| Латвія                                                           | 33,82 % | 2 (НЄ)                                                | —               | 1 («Згода»)       | -1              | 2 (НО) 1 (ОС)     | — +1            | 1 (ЗРЛ)                            | —               |                 |                 | 1 (Прогресисти)                                     | +1              |                                          |                 | 1 (ЛНПМ)                                   | +1                | 9         |  |  |    |
| Литва                                                            | 28,35 % | 3 (СВ—ЛХД)                                            | — +1            | 2 (СДПЛ)          | —               | 1 (ВАПЛ) 1 (ССЗЛ) | — -1            | 1 (ПС) 1 (РЛ)                      | +1 —            |                 |                 | 1 (СДЗЛ)                                            | +1              |                                          |                 | 1 (СНС)                                    | +1                | 11        |  |  |    |
| Люксембург                                                       | 82,29 % | 2 (ХСНП)                                              | —               | 1 (ЛСРП)          | —               | 1 (АДРП)          | +1              | 1 (ДП)                             | -1              |                 |                 | 1 (Зелені)                                          | —               |                                          |                 |                                            |                   | 6         |  |  |    |
| Мальта                                                           | 73,00 % | 3 (НП)                                                | +1              | 3 (ЛП)            | -1              |                   |                 |                                    |                 |                 |                 |                                                     |                 |                                          |                 |                                            |                   | 6         |  |  |    |
| Нідерланди                                                       | 46,18 % | 3 (ХДЗ) 2 (ФГР) 1 (НСД)                               | −1 +2 +1        | 4 (ЗЛ—ПП: ПП)     | -2              | 1 (РП)            | —               | 4 (НПСД) 3 (Д66)                   | — +1            | 6 (ПС)          | +6              | 4 (ЗЛ—ПП: ЗЛ) 2 (Вольт)                             | +1 +2           | 1 (ПЗТ)                                  | —               |                                            |                   | 31        |  |  |    |
| Німеччина                                                        | 64,74 % | 23 (ХДС) 6 (ХСС) 1 (РПН)                              | —               | 14 (СДПН)         | −2              |                   |                 | 5 (ВДП) 3 (ВВ)                     | -— +1           |                 |                 | 12 (С90/З) 3 (Вольт) 1 (ЕДП)                        | -9 +2 —         | 3 (Ліві) 1 (ЛДЗт)                        | −2 —            | 15 (АдН) 6 (АСВ) 2 (Die PARTEI) 1 (ПП)     | +4 +6 — +1        | 96        |  |  |    |
| Польща                                                           | 40,65 % | 21 (ГК) 2 (ТШ: ПСП)                                   | +7 -1           | 3 (Лівиця: НЛ)    | -5              | 20 (ПіС-СП)       | -7              | 1 (ТШ: П2050)                      | +1              |                 |                 |                                                     |                 |                                          |                 | 6 (Конфедерація)                           | +6                | 53        |  |  |    |
| Португалія                                                       | 36,63 % | 6 (ДА: СДП) 1 (ДА: СДЦ—НП)                            | —               | 8 (СП)            | -1              |                   |                 | 2 (ЛІ)                             | +2              | 2 («Досить!»)   | +2              |                                                     |                 | 1 (ЛБ) 1 (ДУК: КПП)                      | −1 -1           |                                            |                   | 21        |  |  |    |
| Румунія                                                          | 52,42 % | 8 (НКР: НЛП) 2 (ДСУР)                                 | −2 —            | 11 (НКР: СДП)     | +2              | 6 (АСР)           | +6              | 3 (ОПА)                            | -5              |                 |                 | 1 (Стефанюта)                                       | +1              |                                          |                 | 2 (SOS)                                    | +2                | 33        |  |  |    |
| Словаччина                                                       | 34,38 % | 1 (ХДР)                                               | −1              |                   |                 |                   |                 | 6 (ПС)                             | +4              |                 |                 |                                                     |                 |                                          |                 | 5 (КСД) 2 (Республіка) 1 (ГСД)             | +2 +1             | 15        |  |  |    |
| Словенія                                                         | 41,45 % | 4 (СДП) 1 (НС)                                        | +2 —            | 1 (СД)            | -1              |                   |                 | 2 («Свобода»)                      | —               |                 |                 | 1 («Весна»)                                         | +1              |                                          |                 |                                            |                   | 9         |  |  |    |
| Угорщина                                                         | 59,46 % | 7 (ПСП) 1 (Фідес—ХДНП: ХДНП)                          | +7 —            | 2 (ДК—УСП—ДУ: ДК) | −3              |                   |                 |                                    |                 |                 |                 |                                                     |                 |                                          |                 | 10 (Фідес—ХДНП: Фідес) 1 (НБ)              | −2 +1             | 21        |  |  |    |
| Фінляндія                                                        | 40,40 % | 4 (НК)                                                | +1              | 2 (СДПФ)          | —               | 1 (ІФ)            | -1              | 2 (ФЦ) 1 (ШНПФ)                    | —               |                 |                 | 2 (ЗС)                                              | -1              | 3 (ЛС)                                   | +2              |                                            |                   | 15        |  |  |    |
| Франція                                                          | 51,49 % | 6 (Республіканці)                                     | −2              | 13 (СП-ГМ)        | +7              | 4 (Реконкіста)    | +4              | 13 (Разом)                         | -10             | 30 (НН)         | +7              | 5 (Екологи)                                         | -8              | 9 (ФН)                                   | +3              | 1 (Реконкіста)                             | +1                | 81        |  |  |    |
| Хорватія                                                         | 21,35 % | 6 (ХДС)                                               | +2              | 4 (СДПХ)          | —               | 1 (ВР)            | +1              |                                    |                 |                 |                 | 1 (Можемо!)                                         | +1              |                                          |                 |                                            |                   | 12        |  |  |    |
| Чехія                                                            | 36,45 % | 2 (Разом: ТОП 09) 1 (Разом: ХДС—ЧНП) 2 (МН)           | — -1 +1         |                   |                 | 3 (Разом: ГДП)    | -1              |                                    |                 | 1 (СПД)         | -1              | 1 (ЧПП)                                             | -2              | 1 (Досить!: КПЧМ)                        | —               | 2 (Клятва) 1 (Досить!: ОД—АН) 7 (ANO 2011) | +2 +1             | 21        |  |  |    |
| Швеція                                                           | 53,39 % | 4 (ПКП) 1 (ХД)                                        | — -1            | 5 (СДПШ)          | —               | 3 (ШД)            | —               | 2 (ПЦ) 1 (Ліберали)                | —               |                 |                 | 3 (ПЗ)                                              | —               | 2 (ЛП)                                   | +1              |                                            |                   | 21        |  |  |    |
| Загалом                                                          | 51,05 % |                                                       |                 |                   |                 |                   |                 |                                    |                 |                 |                 |                                                     |                 |                                          |                 |                                            |                   | Депутати  |  |  |    |
| Загалом                                                          | 51,05 % | ЄНП                                                   | ЄНП             | С&Д               | С&Д             | ЄКР               | ЄКР             | Оновити                            | Оновити         | ІД              | ІД              | Зелені                                              | Зелені          | Ліві                                     | Ліві            | Незалежні та інші                          | Незалежні та інші | Депутати  |  |  |    |
| Загалом                                                          | 51,05 % | 188 (26,1 %)                                          | +1              | 136 (18,9 %)      | −13             | 84 (11,7 %)       | +22             | 76 (10,5 %)                        | -21             | 57 (7,9 %)      | -17             | 54 (7,5 %)                                          | −13             | 39 (5,4 %)                               | −1              | 86 (11,9 %)                                | +48               | 720 (+15) |  |  |    |
| Джерело: 2024 European election results (станом на 5 липня 2024) |         |                                                       |                 |                   |                 |                   |                 |                                    |                 |                 |                 |                                                     |                 |                                          |                 |                                            |                   |           |  |  |    |

Загальною тенденцією стали праві сили, їхні представники, від поміркованих до радикальних, стали безумовними переможцями виборів.
Через годину після завершення голосування та оголошення екзит-полів, які прогнозували перемогу Національного об'єднання та поразку президентської партії «Відродження», президент Франції Емманюель Макрон оголосив про розпуск Національної асамблеї та проведення позачергових виборів до парламенту 30 червня та 7 липня.

## Суперечності

### Національне свято в Португалії
Через Національне свято в Португалії 10 червня, яке могло призвести до зниження явки, Португалія намагалась змінити дати проведення виборів. Утім, одностайної підтримки отримати не вдалось.

### Катаргейт
У грудні 2022 року Європейський парламент сколихнув «Катаргейт», корупційний скандал, пов'язаний із звинуваченням чиновників Європарламенту і членів їх сімей в участі в злочинній організації, корупції та відмивання грошей під впливом Катару, Марокко і Мавританії. Бельгійська поліція обшукала 16 будинків і затримала щонайменше чотирьох осіб у Брюсселі та його околицях. Серед заарештованих були три члени Європарламенту Єва Кайлі (також віцепрезидентка Європарламенту), Андреа Коццоліно та Марк Тарабелла. Серед підозрюваних — колишній член Європарламенту П'єр Антоніо Панцері, його парламентський помічник та партнер Кайлі Франческо Джорджі, колишній генеральний секретар Міжнародної конфедерації профспілок Лука Візентіні.

### Угорщина
У грудні 2023 року міжпартійна група зі 120 членів Європейського парламенту надіслала голові Європейського парламенту Роберті Мецолі лист із вимогою позбавити Угорщину права голосу через відкат країни від демократії та «неприйнятне» використання прем'єр-міністром Віктором Орбаном права вето.
18 січня 2024 року Європейський парламент 345 голосами «за», 104 «проти», 29 «утрималися» ухвалив резолюцію, яка закликає Європейську раду «вжити заходів і визначити, чи здійснила Угорщина серйозні та наполегливі порушення цінностей ЄС», а також висловив жаль із приводу неспроможності Ради припинити зловживання правом вето та неспроможністю просувати процедуру статті 7, яка може призупинити право голосу звинуваченої країни.

### Російський вплив
27 березня 2024 року Чехія наклала санкції на новинний сайт «Voice of Europe» (укр. «Голос Європи») як частину російської операції впливу. Наступного дня прем'єр-міністр Бельгії Александер де Кроо заявив, що члени Європарламенту отримували гроші за поширення російської пропаганди. Чеська газета Denik N, з посиланням на чеських посадовців, повідомила про аудіозаписи, на яких депутат Бундестагу від «Альтернативи для Німеччини» та другий номер у списку партії на виборах до Європарламенту 2024 Петр Бистрон брав гроші від сайту «Voice of Europe». 16 травня німецька поліція провела обшук в його офісах. 12 квітня стало відомо, що Федеральна прокуратура Бельгії почала розслідування щодо законодавців ЄС, яких звинувачують в отриманні грошей за поширення проросійської пропаганди, а прем'єр-міністр Бельгії де Кроо заявив, що розвідувальні служби Бельгії підтвердили «існування проросійської мережі втручання в кількох європейських країнах». Крім Бистрона, розслідування проводилось щодо нідерландського євродепутата Марселя де Граафа («Форум за демократію») та німецького євродепутата Максиміліана Кра («Альтернатива для Німеччини»). Вважається, що за сайтом «Voice of Europe» стоять Віктор Медведчук та його соратник Артем Марчевський.

## Нотатки
1. ↑  7% для об'єднаних списків
2. ↑  Необов'язкове для виборців віком від 75 років
3. ↑  У Нідерландах немає порогу для обрання політичних партій до Європейського парламенту. Партіям необхідно отримати достатній відсоток голосів для одного місця. У Нідерландах обирають 31 члена Європейського парламенту, таким чином, щоб отримати одне місце, політичній партії необхідно набрати не менше 3,23% від загальної кількості голосів.
4. ↑  не застосовується до незалежних кандидатів